# Богоевич, Деян
Де́ян Бо́гоевич (серб. Дејан Богојевић; род. 4 июля 1971, Валево) — сербский поэт и художник.
Один из ведущих авторов сербского хайку. Первую книгу «Где-то на краю» (серб. Негде на крају) выпустил в 1991 г., за ней последовали ещё 13 сборников. Основатель (1998) и редактор известного сербского журнала хайку «Лотос». Составитель антологии детской поэзии «Сила очереди» (серб. Моћ чигре; 2004) и ряда антологий сербского и современного мирового хайку, в том числе антологии эротического хайку «Встречи» (серб. Susretanja / англ. Meetings; 2008) и антологии хайбуна «Предосеннее интермеццо» (серб. Predjesenski intermeco; 2006). Председатель основанного в 2004 г. Сербского общества хайку с момента основания.
Как художник участвовал в более чем 30 выставках.